# Tétraacétyléthane
Le tétraacétyléthane est un composé organique de formule [C5H6O2H]2. Il s'agit d'un solide blanc qui peut être utilisé comme précurseur d'hétérocycles et de complexes métalliques ; le ligand tétraacétyléthane est généralement noté (tae) dans les complexes. On l'obtient par oxydation de l'acétylacétonate de sodium Na(O2C5H7), par exemple sous l'action d'iode I2 :
I2 + 2 Na(O2C5H7) ⟶ [C5H6O2H]2 + 2 NaI.
Tout comme l'acétylacétone, le tétraacétyléthane présente des tautomères dicétone et énol, comme le montre la cristallographie aux rayons X. Les deux cycles C3O2H sont tordus, avec un angle dièdre proche de 90°.
On connaît de nombreux complexes métalliques obtenus à partir de la base conjuguée de ce ligand, comme le dérivé de diruthénium(III) [(C5H7O2)2Ru(O2C5H6)]2, abrégé [(acac)2Ru]2(tae), étroitement apparenté à l'acétylacétonate de ruthénium(III) (en) Ru(O2C5H7)3, ou Ru(acac)3.